# لوسيان كاربين
لوسيان كاربين (بالإنجليزية: Lucien Carbin؛ مواليد 7 سبتمبر 1952) هو مقاتل كيك بوكسينغ وكاراتيه ومدرب سورينامي هولندي سابق.